# Ибн Хафсун
Умар ибн Хафсун (Омар бен Хафсун; араб. عمر بن حفصون‎; 854—917) — феодал, сыгравший видную роль в антиарабской борьбе в Кордовском эмирате в конце IX — начале X веков.
Родословная Ибн Хафсуна неясна: Ибн Абд Раббих называет его потомком темнокожих африканцев, но большинство источников считают его вестготского происхождения.
После неудачной попытки восстания против кордовского эмира из династии Омейядов, предпринятой в 880 году, Ибн Хафсун поступил к нему на службу, но в 884 году переселился из Кордовы в полуразрушенную римскую крепость Бобастро.
Используя сепаратизм андалузских феодалов и междоусобную борьбу арабских и берберских племен, вёл борьбу с кордовскими эмирами, которая переросла в широкое антифеодальное движение крестьян южного и отчасти центрального районов Пиренейского полуострова. Надеясь приобрести их доверие, принял христианство, но в результате этого его покинула часть примкнувших к нему мусульман — так называемых «ренегадос» (христиане, принявшие ислам).
Антифеодальное движение было подавлено в начале правления Абд ар-Рахмана III.